# Božo Ajduković
Božo Ajduković (u. 13. rujna 1941.), hrvatski pripadnik pokreta otpora u Drugome svjetskom ratu i komunist.
Bio je radnik. Učlanio se u SKOJ. U ratu djelovao kao ilegalac. 13. rujna 1941. godine pokušao je pobjeći za vrijeme talijanske blokade. Prije bijega sakrio je ilegalni materijal KPH. Pripadnici talijanskog represivnog aparata ranili su ga na krovu kuće u Bilanovoj ulici u Splitu. Od posljedica ranjavanja je preminuo. Prvi je ilegalac kojeg su ubili fašisti. Njegova pogibija potaknula je žestoke obračune između talijanskih okupacijskih vlasti i ilegalaca NOP u Splitu.
Za osvetu su dvije udarne skupine u organizaciji Mjesnog komiteta KPH Split bacile su bombe na talijanske vojnike. Jedna je bacila bombu 14. rujna bombu na grupu talijanskih vojnika i fašista pred tadašnjom vojarnom Roma na Gripama, pri čemu su ranili pet vojnika. Druga je skupina istog dana napala dvojicu karabinjera pištoljima i bombama, nanijevši im teške rane.